# Afton (Wyoming)
Afton – miasto w Stanach Zjednoczonych, w stanie Wyoming, w hrabstwie Lincoln.